# Alkmaarse Rugby union Football Club
De Alkmaarse Rugby Union Football Club is een Rugbyclub uit Alkmaar, Noord-Holland.

## Oprichting
Op 11 oktober 1973 werd de Alkmaarse Rugby Union Football Club (afkorting: ARUFC) officieel opgericht door Jan Kuijpers en Gerard de Groot, zij werden de leden van het eerste uur. 

## De leden van het eerste uur
Jan Kuijpers, van oorsprong een speler in Amstelveen bij de rugbyafdeling van NFC (heden: NRC), werd in 1968 eerst trainer van de Castricumse Rugbyclub waar hij Gerard de Groot leerde kennen, die daar trainde en speelde. Beiden woonde die tijd in Alkmaar, de keuze werd snel gemaakt om samen naar Castricum te rijden. Drie jaar lang reden ze op de motor van Gerard de Groot heen en weer, tot het idee ontwaakte om in Alkmaar een Rugbyclub op te richten.